# Iglesia de San Andrés de Nasarre
Iglesia de San Andrés de Nasarre. Está situada en el pueblo  de Nasarre (hoy abandonado). Pertenece al  término municipal de Bierge, comarca del Somontano de Barbastro de la provincia de Huesca, España, a 1171 metros de altura sobre el nivel de la mar.
La iglesia se encuentra apartada de las casas del pueblo y  está consagrada a San Andrés apóstol. Es un edificio levantado a finales del siglo XI en estilo románico, aunque fue reformado con la adición de una torre adosada en el siglo XVII. Consta de una nave con ábside. Fue restaurada en 1998-1999.